# VCD
VCD står for Video Compact Disc, er et videoformat der bruges til at kopiere filmformater så som avi, mpeg og lignende direkte ned på en CD-skive. Denne type kan afpilles på alle gængse DVD-afspillere.

## Eksterne kilder og henvisninger
- VCD information

| Enheder | Spire Denne artikel om standarder og måleenheder er en spire som bør udbygges. Du er velkommen til at hjælpe Wikipedia ved at udvide den. |